# Oktobasszus
Az oktobasszus egy rendkívül nagy vonós hangszer, amelyet először Jean-Baptiste Vuillaume (1798–1875) francia hangszerész készített el Párizsban, 1850 körül.
Három húrja van, és voltaképpen a nagybőgő egy még nagyobb változata (a párizsi Musée de la Musique tulajdonában lévő darab 3,48 méter magas, míg egy átlagos egész méretű nagybőgő körülbelül 1,8 méter). Mivel a hangszer fogólapja túl nagy, a húrjai pedig túl vastagok a kézzel való játékhoz, a húrok lefogását az oktobasszista egy bonyolult billentyű- és pedálrendszer segítségével végzi. Az oktobasszus nem terjedt el igazán sem a zeneszerzők, sem a zenészek körében (bár Hector Berlioz elismerő véleménnyel volt a hangszerről, és szorgalmazta szélesebb körű alkalmazását). A Párizsban kiállított hangszeren kívül Vuillaume csak két másik oktobasszust készített; egyikük az arizonai Phoenix Musical Instrument Museumának gyűjteményében található meg, a másik a Bécsi Szépművészeti Múzeumban.
Habár Berlioz Modern hangszerelési tanulmánya szerint az oktobasszus három húrja rendre kontra C, kontra G, nagy C magasságúra van hangolva (azaz a legmélyebb húr egy normál hangolású nagybőgőénél mindössze egy nagy terccel mélyebbre), az eredeti és az azóta készült hangszerek hangolása szubkontra C – szubkontra G – kontra C, a Berlioz által leírtaknál egy oktávval mélyebb. A legmélyebb húr hangja, a szubkontra C 
körülbelül 16,25 Hz-es frekvenciát jelent, amely a legtöbb modern zongora legmélyebb billentyűjének hangjánál egy nagy szexttel lejjebb hangzik, és igen közel van az emberi hallástartomány alsó határához.
Az oktobasszista bal kezét helyettesítő, billentyűkkel és pedálokkal vezérelhető szerkezet hét helyen képes lefogni a húrokat; ez a kontra G-ig való játékot teszi lehetővé. Bármely ezen felüli hangot csak üveghangként lehet megszólaltatni, a kézzel való teljes lefogás ugyanis a húrok vastagsága és a hangszer mérete miatt nem lehetséges játék közben.
Az oktobasszust viszonylag kevés zeneszerző alkalmazta a műveiben; ezek közé tartozik Hector Berlioz, Richard Strauss, Gustav Mahler, Johannes Brahms, Richard Wagner és Pjotr Iljics Csajkovszkij is. Modern művekben is előfordul, mint például egy amerikai zeneszerző, Adam Gilberti Genesis és Four Poems című műveiben.